# 최원영 (공무원)
최원영(崔元永, 1958년 1월 28일 ~ )은 대한민국의 공무원이다. 

## 학력
- 1976년: 대건고등학교 졸업
- 1980년: 경북대학교 행정학 학사
- 1986년: 경북대학교 대학원 행정학 석사 수료
- 1998년: 사우스캐롤라이나 대학교 대학원 사회복지학과 사회과학 석사
- 2006년: 연세대학교 대학원 사회복지학과 사회과학 박사

## 경력
- 1981년 12월: 제24회 행정고시 합격
- 1981년 4월 ~ 1993년 10월: 보건복지부 기획관리실 기획예산담당관실 근무
- 1993년 10월 ~ 1994년 12월: 보건사회부 법무담당관
- 1994년 12월 ~ 2002년 6월: 보건복지부 법무담당관
- 1997년 7월: 보건복지부 사회복지정책실 장애인제도과 과장
- 2002년 6월 ~ 2002년 7월: 보건복지부 기획예산담당관
- 2002년 7월: 식품의약품안전청 식품안전국장
- 2002년 7월 ~ 2006년 6월: 국립의료원 사무국장
- 2006년 7월 ~ 2007년 3월: 보건복지부 국민연금정책관
- 2007년 3월 ~ 2008년 3월: 보건복지부 보험연금정책본부장
- 2008년 3월: 보건복지가족부 보건의료정책실장
- 2008년 10월 ~ 2010년 8월: 보건복지가족부 기획조정실장
- 2009년: 인하대학교 겸임교수
- 한나라당 당무위원
- 2010년 8월 ~ 2011년 10월: 보건복지부 차관
- 2011년 4월: 국제과학비즈니스벨트위원회 당연위원
- 2011년: 법무법인 태평양 고문
- 새누리당 당무위원 겸 상임고문
- 2012년 1월 ~ 2013년: 제2대 통합의료진흥원 이사장
- 2013년 8월 ~ 2015년 8월: 대통령비서실 고용복지수석비서관
- 2016년 ~ 2019년 7월: 차의과학대학교 보건산업대학원 교수
- 자유한국당 당무위원 겸 전임고문
- 2018년 3월 21일 자유한국당 탈당
- 법무법인(유한) 클라스 고문

| 전임 최성재 | 제2대 대통령비서실 고용복지수석비서관 2013년 8월 5일 ~ 2015년 8월 4일 | 후임 김현숙 |

| 전임 유영학 | 제3대 보건복지부 차관 2010년 8월 16일 ~ 2013년 3월 13일 | 후임 이영찬 |